# Liste der Gemeindevorsteher und Bürgermeister von Unterwald
Die Liste der Gemeindevorsteher und Bürgermeister von Unterwald listet alle Gemeindevorsteher und Bürgermeister der Gemeinde Unterwald (Gemeinde Ligist) in der Steiermark (Österreich) von der Konstituierung 1850 bis zum Anschluss an Ligist im Jahr 1968.
- Aloys Höller
- Anton Zach (ungefähr 1867 bis mindestens 1870)
- Andreas Jocham (1884, 1885)
- Johann Sturmann (1886–1888)
- Josef Trummer (1889–1890)
- Karl Krainer (1891–1892)
- Anton Frießnegg (1892–1895)
- Andreas Jocham (1895–1898)
- Anton Zach (1898–1901)
- Johann Gogg (1901–1904)
- Peter Liendl (1905–1907)
- Josef Trummer (1907–1910)
- Martin Pinter (1910–1913)
- Franz Spari (1913–1921)
- Franz Münzer (1921–1925)
- Johann Schröttner (1925–1928)
- Hermann Truschnigg (1928–1945)
- Johann Schröttner (1945–1946)
- Franz Unterweger (1946–1968)

## Quelle
- Geschichte und Topographie des Bezirkes Voitsberg, Band 2: Seite 327